# Barskov
Barskov je priimek več oseb:
- Aleksej Nikolajevič Barskov, sovjetski general
- Igor Sergejevič Barskov, ruski paleontolog